# 松岡俊介
松岡 俊介（まつおか しゅんすけ、1972年2月27日 - ）は、日本の元俳優、モデル、ファッションデザイナー。東京都出身。身長179cm。血液型A型。

## 人物
セレクトショップ「DrILL」代表。自らのブランド「MASH」を立ち上げ、ファッションデザイナーとしても活躍している。カミマイク所属。日本大学櫻丘高等学校卒業。

## 略歴
18歳の時にファッションモデルとしてデビュー。
1997年7月、タレントのYOUと結婚し、11月に長男が生まれる。
2005年、YOUと離婚。
2009年までは映画など俳優としてテレビドラマ、映画、舞台などで活動をしていたが、その後はセレクトショップ「DrILL（ドリル）」を東京三宿にオープンし、その後自らがデザイナーを務めるファッションブランド「MASH」を立ち上げた。
2018年にはメイドインジャパンを基調とする新たなファッションブランド、「ARIGATO　FAKKYU（アリガトファッキュ）」を立ち上げた。
静岡県伊豆市に活動の拠点を移す。
ネパールに活動の拠点を移す。
再び静岡県伊豆市に活動の拠点を移す。
一般女性と再婚し、4人の娘がいる。現在は、伊豆にある山の中で家族6人で生活している。

## 出演

### テレビドラマ
- 白鳥麗子でございます!2（1993年10月16日 - 11月20日、フジテレビ） - 秋本哲也
- 遠山金志郎美容室（1994年7月9日 - 9月24日、日本テレビ） - 栗原浩一
- 恋も2度目なら（1995年1月11日 - 3月15日、日本テレビ） - 下村真
- 金曜エンタテイメント 炎の料理人（1995年12月1日、フジテレビ）
- WOWOW開局5周年特別企画 リョーコ!! 第3話「インターネットに無縁な人たち」（1996年10月26日、WOWOW）
- 恋愛キャリア活用会社（1997年7月21日、NHK総合） - 岡崎彰弘
- PUFFYのドラマ ワイルドでいこう-BORN TO BE WILD-（1997年9月30日、日本テレビ）
- 土曜ドラマ スズキさんの休息と遍歴 父と息子の大冒険（1997年11月22日、NHK総合）
- 感動ドラマスペシャル 楽園への橋（1998年6月29日、よみうりテレビ・日本テレビ系） - 俊哉
- 天然少女萬（1999年2月24日 - 26日、WOWOW）
- 柔らかな頬（2001年1月2日・3日、BS-i） - 内海純一
- 私立探偵 濱マイク（2002年7月1日 - 9月16日、よみうりテレビ・日本テレビ系） - 忠志
- 真夜中の雨（2002年10月10日 - 12月19日、TBS） - 泉田信哉
- 青×黒×白の女 「白の女」（2004年1月4日、テレビ東京）
- 砂の器 第1話 - 第9話（2004年1月18日 - 3月14日、TBS） - 唐木イサム
- おじいさん先生（2007年7月7日 - 9月30日、日本テレビ） - 桜井
- 音女 第9話「ススるオトメ」（2008年4月22日、テレビ朝日）
- 空の港で それぞれのエアポート物語（2008年8月2日、テレビ東京）

### 映画
- 800 TWO LAP RUNNERS（1994年） - 主演・広瀬健治
- イルカに逢える日（1994年） - ブッチ
- 大失恋。（1995年） - 川合
- マークスの山（1995年） - 佐多
- のぞき屋（1995年）
- BeRLiN（1995年）
- 藪の中（1996年） - 森川中正
- GONIN2（1996年） - 梶
- ひみつの花園（1997年） - ヤンキー
- デボラがライバル（1997年） - 五十嵐雅人
- 柘榴館（1997年） - 立花煉(久代の孫)
- 恋極道（1997年） - 浜岡
- 極道懺悔録（1998年） - 主演・浅川次郎(詐欺師)
- 白痴（1999年） - 吉田
- フリーズ・ミー（2000年） - 野上裕介
- episode 2002 Stereo Future（2001年） - 山本俊介
- 案山子 KAKASHI（2001年） - 吉川剛
- Last Dance 離婚式（2001年） - 松崎大輔
- 棒 Bastoni（2002年） - 主演・山口亨(AV男優)
- 突入せよ! あさま山荘事件（2002年） - 佐治警視
- UNLOVED（2002年） - 下川
- プレイボール（2002年）
- AIKI（2002年） - バーのアベック男
- T.R.Y.（2003年）
- ALIVE（2003年） - 死刑囚
- 最後の恋、初めての恋（2003年） - 滝本司
- この世の外へ クラブ進駐軍（2004年） - ラッキーストライカーズ 平山一城（ベース）
- 透光の樹（2004年） - 山崎眉の夫
- 雨鱒の川（2004年） - 川嶋英蔵
- イン・ザ・プール（2005年）
- 亀は意外と速く泳ぐ（2005年） - 韮山
- 亡国のイージス（2005年） - DAIS局員 小林政彦
- 愛してよ（2005年） - 沢木亘
- ブラックキス（2006年） - 白木祐介
- やわらかい生活（2006年） - 本間
- colors（2006年）
- 紙屋悦子の青春（2006年） - 明石少尉
- コワイ女 うけつぐもの（2006年） - 梶望
- 16[jyu-roku]（2007年）
- 悲しき天使（2008年） - 伊東俊一
- 世界で一番美しい夜（2008年） - 石塚
- 東京NEO魔悲夜（2008年）
- 東京NEO魔悲夜2（2009年）
- 東京NEO魔悲夜3（2009年）
- THE CODE/暗号（2009年） - 情報屋
- インスタント沼（2009年） - 雨夜風太

### 舞台
- 月のしぶきを浴びながら

### ゲーム
- the FEAR （2001年） - 丹一成

## 監督作品
- 監督感染 〜pay day〜（2003年11月29日公開、主演：加瀬亮）脚本・監督

## CM
- 資生堂コスメニティー 『uno』（1993年 - 1995年）
- SONY 『MD WALKMAN』（1994年 - 1995年）
- Microsoft 『Xbox 三輪車編』（2002年 - 2003年）村上淳、浅野忠信と共演
- 日本たばこ産業 マナーキャンペーン（2003年 - 2004年）
- UNITED ARROWS 『GREEN LABAL Relaxing』（2004年）